# Dor do membro fantasma
A dor do membro fantasma é uma das mais terríveis e fascinantes de todas as síndromes clínicas dolorosas, e é um dos exemplos mais relevantes de dor crônica.
Ambroise Paré a descreveu de forma brilhante:
"Na verdade é uma coisa maravilhosamente estranha e prodigiosa, que seria difícil acreditar (salvo por aqueles que a viram com seus próprios olhos e a ouviram com os seus próprios ouvidos), que os pacientes se queixem amargamente, vários meses, após a amputação, de ainda sentirem uma dor excessivamente forte no membro já amputado."
O amputado menciona a percepção de um membro fantasma, até de um orgão, quase imediatamente depois da amputação do membro. Ele é geralmente descrito como uma forma precisa do membro real desaparecido.
Este "fantasma" deve ser produzido pela ausência de impulsos nervosos do membro. Quando um nervo é seccionado, produz uma violenta descarga lesional em todos os tipos de fibras. Esta excitação diminui rapidamente e o nervo seccionado torna-se silencioso, até que novas terminações nervosas comecem a crescer. Isto implica que o sistema nervoso central dá conta da falta de influxo normal.
Alguns amputados têm tão pouca dor, ou sentem-na tão esporadicamente, que negam padecer de um membro fantasma doloroso. Outros sofrem dores periódicas, variando de alguns crises quotidianas, a uma só por semana ou quinzena. Ainda outros têm dores contínuas que variam em qualidade e intensidade. Ela é descrita como ardente ou esmagadora. Pode começar imediatamente após a amputação ou semanas, meses e até anos mais tarde. Sente-se em pontos precisos do membro fantasma.
Se a dor persiste por longo tempo, outras regiões do corpo podem tornar-se sensíveis e o simples toque destas "zonas de gatilho" pode provocar dores intensas no membro fantasma. Além disso a dor é muitas vezes causada por impulsos viscerais resultantes da micção e defecação. Mesmo as perturbações emotivas podem aumentar notavelmente a dor. Pior ainda é que os métodos cirúrgicos convencionais muitas vezes não conseguem dar alívio permanente, sendo que estes doentes podem recorrer a uma série de operações, sem diminuição da intensidade de dor. Entretanto, a descoberta da "teoria do portão" para controle de dor aferente ou central desenvolve numa nova tecnologia neurocirúrgica, a microcirurgia, capaz de lesar só as fibras finas, sem com esta comprometer a inibição das fibras grossas.

## Características da dor fantasma
- A dor pode subsistir por muito tempo após a cicatrização dos tecidos corporais lesados, uma vez que a dor está relacionada com uma regeneração defeituosa dos nervos do coto, o que pode formar neuromas. Por vezes, a dor pode assemelhar-se à que estava presente antes da amputação.
- As "zonas de gatilho" podem estender-se a regiões do mesmo lado ou do lado oposto do corpo. A dor numa zona distante do coto pode suscitar sofrimento no membro fantasma.
- Diminuições temporárias de influxo somático podem levar a um alívio prolongado da dor. O tratamento mais óbvio consiste em reduzir os influxos, por infiltração de um anestésico local, em pontos sensíveis ou em nervos do coto.
- O aumento do influxo sensitivo pode originar um alívio prolongado da dor. A injeção de pequenas doses de uma solução salina hipertônica no tecido invertebral dos amputados produz uma dor localizada e aguda que irradia para o membro fantasma, dura cerca de 10 minutos e pode produzir um alívio por horas, semanas, por vezes indefinidamente. Entretanto, esta teoria é apenas um controle temporário e precário, que foi gradualmente substituída pela microcirugia. Encontramos também em nosso dias vários casos do Membro Fantasma.